# Новоселки (Арзамаський район)
Новоселки (рос. Новосёлки) — село в Арзамаському районі Нижньогородської області Російської Федерації.
Населення становить 755 осіб. Входить до складу муніципального утворення Бебяєвська сільрада.

## Історія
Від 2009 року входить до складу муніципального утворення Бебяєвська сільрада.

## Населення
| 1999 | 2002 | 2010 |
| ---- | ---- | ---- |
| 615  | ↗703 | ↗755 |